# Lexi Jones
Lexi Jones ou Lexi Bowie, née Alexandria Zahra Jones le 15 août 2000 à New York, est la fille de l'auteur-compositeur et chanteur britannique David Bowie et de sa seconde épouse, la mannequin américaine d'origine somalienne Iman. Elle-même chanteuse-autrice-compositrice, elle publie en 2025 son premier album, Xandri.

## Biographie
Alexandria Zahra Jones naît le 15 août 2000 à New York. Elle est la fille de l'auteur-compositeur et chanteur britannique David Bowie et de sa seconde épouse, la mannequin américaine d'origine somalienne Iman. Elle est la demi-sœur du réalisateur Duncan Jones, né vingt-neuf ans plus tôt du mariage de Bowie avec Angela Barnett, et de Zulekha Haywood, fille d'Iman et du basketteur Spencer Haywood, son aînée de vingt-deux ans.
À la mort de son père, Lexi hérite de près de 25 millions de dollars — une somme à laquelle elle n'aura accès qu'à l'âge de 25 ans — et de la maison familiale de Little Tonshi Mountain dans l'état de New York. Bowie désigne comme tutrice sa très proche collaboratrice Coco Schwab, si Iman venait à mourir avant sa majorité. Le deuil la plonge un temps dans la dépression et la drogue.
Après une enfance préservée de la célébrité et des médias, elle vit en 2018 avec sa mère dans le quartier de SoHo à New York et semble se destiner à une carrière artistique,, (peinture, poésie…). Elle emménage à Los Angeles en 2020 où elle exerce comme photographe et créatrice de mode,,. Elle publie sa première chanson au début de l’année 2021.
Son premier album, aux sonorités pop, indie et électronique et intitulé Xandri, paraît en avril 2025. Avec des mélodies soignées et dépouillées, chantées d'un très joli filet de voix cristallin et aérien, elle y parvient à trouver sa propre identité musicale. Elle revendique les influences de Radiohead, Fiona Apple et Elliott Smith. Elle est l'autrice du dessin qui illustre la pochette (deux visages tentant de se détacher l’un de l’autre) et évoquerait sa volonté de se démarquer de son père,.

## Discographie
- avril 2025 : Xandri, 12 titres, 47 minutes.